# Holetown
Holetown est une petite ville de la Barbade, dans la paroisse de Saint James, sur la côté occidentale abritée de l'île.
C'est à Holetown (initialement dénommée St. James Town) que les Britanniques ont pour la première fois revendiqué la souveraineté sur la Barbade en 1625, bien que le capitaine Cataline y ait débarqué dès 1620 pour s'y ravitailler en eau.

## Histoire
En 1625 , le capitaine John Powell, commandant un navire anglais nommé Olive Blossom, a débarqué sur l'île dans un lieu appelé The Hole (le Trou), un marais de mangroves encore présent. Ils ont occupé l'île au nom du roi James Ier et l'ont déclarée colonie anglaise, puis sont partis. Deux ans plus tard, les Anglais sont revenus sous le commandement du capitaine Henry Powell, frère de John, avec 80 colons et 10 africains (le statut de ces derniers est inconnu). La première colonie anglaise s'installa donc à Holetown, qui s'appela alors Jamestown en l'honneur du roi.

## Jumelage
- Haringey (Royaume-Uni)